# إيكلونيا ماكسيما
إيكلونيا ماكسيما أو خيزران البحر هو نوع من عشب البحر موطنه المحيطات الجنوبية. وعادة ما توجد على طول ساحل المحيط الأطلسي الجنوبي لأفريقيا، من أقصى جنوب أفريقيا إلى شمال ناميبيا. في هذه المناطق، تهيمن هذه الأنواع على المياه الضحلة المعتدلة، حيث تصل إلى عمق يصل إلى 8 أمتار (26 قدمًا) في غابات عشب البحر البحرية.
يرسو عشب البحر نفسه عن طريق ربط نفسه بصخرة أو عشب البحر الآخر عبر معقله. من هذا الهيكل الشبيه بالجذور، يرتفع خط طويل واحد إلى المياه السطحية، حيث تحافظ كيسة هوائية كبيرة على مجموعة متشابكة من الشفرات على السطح للمساعدة في عملية التمثيل الضوئي. 
هذا النوع ذو أهمية اقتصادية حيث يتم حصاده كمكمل زراعي وكغذاء لأذن البحر المستزرع.